# Steve Asheim
Steve Asheim (Freehold, 17 gennaio 1970) è un batterista, chitarrista e produttore discografico statunitense, noto per essere il batterista della band death metal statunitense Deicide.

## Biografia
Asheim è nato a Freehold nel New Jersey ed è di origine norvegese, dato che i suoi nonni sono originari di Stavanger. Il suo primo strumento fu la tromba, ma dopo un paio di mesi iniziò a suonare la batteria da autodidatta all'età di 11 anni e dall'età di 13 anni iniziò a suonare in piccole band. Compose la sua prima demo nello studio di uno dei suoi insegnanti a Freehold. In quel periodo sviluppò il suo interesse nel Metal estremo. In seguito lasciò la sua prima band, poiché i suoi compagni erano più interessati a suonare cover dei Mötley Crüe o di Slayer e di Metallica. Nel 1985 si trasferì in Florida e si unì ai Carnage, dove conobbe i fratelli Eric Hoffman e Brian Hoffman: questo gruppo componeva cover di Slayer, Exodus, Celtic Frost e Dark Angel. Dopo lo scioglimento dei Carnage nel 1986 Asheim e gli Hoffman iniziarono a scrivere i primi pezzi degli Amon. Nel 1987 incontrarono il loro futuro cantante Glen Benton e iniziarono a comporre demo con quest'ultimo. In seguito gli Amon cambiarono nome negli attuali Deicide.
Asheim è stato ispirato da band come i Metallica, gli Slayer, i Dark Angel, i Destruction e i Sodom. È tra i batteristi che più lo hanno influenzato cita Peter Criss, Clive Burr, Buddy Rich, Lars Ulrich e Dave Lombardo. oltre alla batteria suona anche la Chitarra ritmica, il Basso elettrico e il Pianoforte. Ascolta il piano classico a suo dire per sviluppare un'idea su come costruire musiche e canzoni.